# اگناپال
اگناپال (به لاتین: Agnopol) یک منطقهٔ مسکونی در لهستان است که در Gmina Budziszewice واقع شده‌است.

## خصوصیات
اگناپال ۵۰ نفر جمعیت دارد.